# Гапак Степан
Гапак Степан (* 16 жовтня 1921, с. Пінковці Михайлівського округу, Словаччина - † 23 березня 1997, Люботиці, Словаччина) — живописець, мистецтвознавець, педагог і громадський діяч.
Наприкінці 2013 року з друку у Видавництві «Міхал Вашко» вийшла на словацькій мові монографія доцента Зузани Осавчук «Štefan Hapák» (240 стор.), в якій вона знайомить читачів з життєвим і творчим шляхом свого брата, професора Степана Гапака.

## Життєпис
Закінчив учительську семінарію в Ужгороді (1944) та Академію образотворчих мистецтв у Празі (1953). Певний час працював учителем. Від 1953 р. — доцент, потім професор на кафедрі образотворчого мистецтва Пряшівського університету імені Павла Шафарика, тепер Університет Павла Йозефа Шафарика в Кошицях. 

## Творчість
Зі скульптурної тематики створив рельєф до пам'ятника українському поетові з Лемківщини Олександру Павловичу в Свиднику (1969), портрет Тараса Шевченка (1970).
Глибокохудожні його твори живопису. Цікава композиція з життя селян Ужанської долини (лемаки) «Вимочування конопель» (1973). Картини «Сипанець в Ольшавці» (1956), «У Репейові» (1958) відображають своєрідність народного будівництва закарпатських українців (лемків). Дуже вдало ілюстрував «Буквар» (1958), «Українські народні пісні Пряшівського краю» (1958), «Народні казки Східної Словаччини» (1977) та ін.
Степан Гапак — автор численних публікацій про українське, словацьке та чеське образотворче мистецтво та їх взаємозв'язки. Видав монографії «Скульптор Михайло Бринський» (1971), «Образотворче мистецтво українців Чехословаччини 1918—1945» (1975), «Сила ангажованого мистецтва» (1983).
Більшість  картин Степана Гапака зберігається в Музеї модерного мистецтва Енді Воргола в Меджилабірцях, деякі в Шариській галереї в Пряшеві, а ще дальші - в приватних колекціях, адже художник утримував тісні зв’язки з діячами культури в Словаччині і за її межами.